# Heinz Stuy
Heinz Stuy (nascido em 6 de fevereiro de 1945, Wanne-Eickel ) é um ex-goleiro de futebol holandês que jogou no AFC Ajax e foi parte do time que ganhou a Liga dos Campeões em 1971, 1972 e 1973. 

## Biografia
Heinz Stuy - apelidado de Heinz Kroket ('Heinz Croquette'), porque às vezes deixava cair a bola como se fosse uma croquete quente - começou sua carreira no Telstar e se transferiu para o Ajax em 1967. 
Stuy participou da era dourada do clube de Amsterdã e conquistou a Copa Intercontinental (1972), três Liga dos Campeões (1970/71, 1971/72 e 1972/73), duas Supercopa (1972 e 1973), quatro títulos da Eredivisie e três Copa da Holanda. Assim, juntamente com o jogador do Bayern de Munique dos anos 70 e 80, Bernd Dürnberger, ele mantém o recorde de ser o jogador que mais ganhou títulos de clubes sem ter jogado na sua seleção nacional.
Stuy também detém o recorde de mais minutos sem sofrer gol na final da Liga dos Campeões com 270 minutos nas finais contra Panathinaikos (2-0), Inter de Milão (2-0) e Juventus (1-0) apos Sepp Maier, também Bayern (276 minutos entre 1974 e 1976: 1-1, 4-0, 2-0, 1-0).
Em 2005, a ponte 334 em Amsterdã recebeu o seu nome.

## Títulos
Ajax
- Copa Intercontinental (1972)

- Liga dos Campeões (1970/71, 1971/72 e 1972/73)

- Supercopa (1972 e 1973),

- 4x Eredivisie

- 3x Copa da Holanda